# Lactobacillus acidophilus
Lactobacillus acidophilus (лат.) — вид бактерий рода Lactobacillus, используется в промышленности совместно со Streptococcus salivarius и Lactobacillus delbrueckii subsp. bulgaricus для изготовления ацидофилина и других ацидофильных напитков.
Lactobacillus acidophilus получили своё родовое название от лат. lacto- — «молоко» и bacillus — «палочка», и видовое название от acidum — «кислота» и «philus» — «любить».
L. acidophilus выживает в более кислых средах, чем другие виды (pH 4—5 и меньше). Оптимально растёт при температуре 37-38 °C, переносит максимальную температуру до 55 °C, минимальную — до 20 °C. L. acidophilus естественно встречается в пищеварительном тракте и влагалище человека и некоторых других млекопитающих. Бактерия ферментирует лактозу и другие сахариды до молочной кислоты, подобно многим другим (хотя и не всем) молочнокислым бактериям. Некоторые родственные виды производят этанол, диоксид углерода и уксусную кислоту, однако L. acidophilus является гомоферментативным организмом, который производит только молочную кислоту. Как и большинство бактерий, L. acidophilus могут быть уничтожены нагревом или прямым солнечным светом.

## Медицинское применение
Ацидофильные лактобактерии могут применяться в качестве лекарственных средств — пробиотиков. В России зарегистрировано несколько торговых марок лекарственных препаратов, основным действующим веществом которых является культура данных бактерий: «Ацилакт», «Витафлор», «Аципол», «ЛИВЕО», «Линекс», «Биобактон», «Нормобакт», «Экофемин».
Фармакологическое действие данных средств обусловлено, среди прочего, продуцируемой живыми лактобактериями молочной кислотой, которая обеспечивает высокую кислотность среды и создаёт неблагоприятные условия для жизнедеятельности кислоточувствительных патогенных и условно-патогенных бактерий (стафилококки, протеи, энтеропатогенные кишечные палочки).